# Iga Baumgart-Witan
Iga Baumgart-Witan (* 11. April 1989 in Bydgoszcz als Iga Baumgart) ist eine polnische Sprinterin, die sich auf den 400-Meter-Lauf spezialisiert hat. Ihren größten sportlichen Erfolg feierte sie mit dem Gewinn der Goldmedaille in der Mixed-Staffel bei den Olympischen Sommerspielen 2020 in Tokio.

## Sportliche Laufbahn
Erste Erfahrungen bei internationalen Meisterschaften sammelte Iga Baumgart-Witan im Jahr 2007, als sie bei den Junioreneuropameisterschaften in Hengelo über 400 Meter mit 54,69 s in der Vorrunde ausschied und mit der polnischen 4-mal-400-Meter-Staffel in 3:39,26 min den fünften Platz belegte. Bei den U23-Europameisterschaften 2009 in Kaunas belegte sie mit der Staffel in 3:33,49 min den sechsten Platz und schied im Einzelbewerb mit 54,97 s erneut in der Vorrunde aus. 2011 verpasste sie mit der Staffel in 3:36,42 min als Vierte eine Medaille bei den U23-Europameisterschaften in Ostrava und schied über 400 Meter mit 54,53 s erneut im Vorlauf aus. Im Jahr darauf war sie Teil der Staffel für die Europameisterschaften in Helsinki, bei denen sie der Mannschaft zum Finaleinzug verhalf. Anschließend startete sie mit der Staffel bei den Olympischen Sommerspielen in London und verpasste dort mit 3:30,15 min den Finaleinzug. 2013 schied sie bei den Weltmeisterschaften in Moskau mit der polnischen Mannschaft mit 3:29,75 min im Vorlauf der 4-mal-400-Meter-Staffel aus. Im Jahr darauf kam sie mit der polnischen Stafette im Vorlauf der Europameisterschaften in Zürich zum Einsatz und verhalf dem Team zum Finaleinzug. 2015 schied sie bei den Weltmeisterschaften in Peking mit 52,02 s in der ersten Runde über 400 Meter aus. Im Jahr darauf nahm sie als Vorläuferin der polnischen Staffel an den Europameisterschaften in Amsterdam teil und verhalf dem Team erneut zum Finaleinzug. Anschließend nahm sie mit der Staffel erneut an den Olympischen Sommerspielen in Rio de Janeiro teil und klassierte sich dort mit 3:27,28 min im Finale auf dem siebten Platz.
2017 nahm sie an den Halleneuropameisterschaften in Belgrad teil und schied dort mit 53,76 s im Halbfinale über 400 Meter aus und gewann mit der Staffel in 3:29,94 min gemeinsam mit Patrycja Wyciszkiewicz, Małgorzata Hołub-Kowalik und Justyna Święty-Ersetic die Goldmedaille. Anschließend wurde sie bei den World Relays in Nassau in 3:28,28 min gemeinsam mit Hołub-Kowalik, Adrianna Janowicz und Święty-Ersetic Zweite hinter dem Team aus den Vereinigten Staaten. Im August gelangte sie bei den Weltmeisterschaften in London bis ins Halbfinale über 400 Meter, in dem sie mit 51,81 s ausschied und im Staffelbewerb sicherte sie sich in 3:25,41 min gemeinsam mit Hołub-Kowalik, Aleksandra Gaworska und Święty-Ersetic die Bronzemedaille hinter den Teams aus den Vereinigten Staaten und dem Vereinigten Königreich. Anschließend nahm sie an der Sommer-Universiade in Taipeh teil und gewann dort in 3:26,75 min die Goldmedaille mit der polnischen Stafette und belegte über 400 Meter in 52,46 s den sechsten Platz. Im Jahr darauf siegte sie in 3:26,59 min gemeinsam mit Hołub-Kowalik, Wyciszkiewicz und Święty-Ersetic bei den Europameisterschaften in Berlin und klassierte sich im 400-Meter-Lauf mit persönlicher Bestleistung von 51,24 s auf dem fünften Rang. 2019 schied sie bei den Halleneuropameisterschaften in Glasgow mit 53,83 s im Halbfinale über 400 Meter aus und sicherte sich in 3:28,77 min gemeinsam mit Anna Kiełbasińska, Hołub-Kowalik und Święty-Ersetic erneut die Goldmedaille in der 4-mal-400-Meter-Staffel. Anfang Oktober erreichte sie bei den Weltmeisterschaften in Doha das Finale über 400 Meter und belegte dort in 51,29 s den achten Platz. Zudem gewann sie in 3:21,89 min gemeinsam mit Wyciszkiewicz, Hołub-Kowalik und Święty-Ersetic die Silbermedaille hinter den Vereinigten Staaten und stellte mit dieser Zeit einen neuen Landesrekord auf. Zudem wurde sie in der erstmals ausgetragenen Mixed-Staffel in 3:12,33 min Fünfte. 2020 siegte sie in 52,13 s beim Memorial Van Damme und im Jahr darauf gewann sie bei den Olympischen Sommerspielen in Tokio zusammen mit Natalia Kaczmarek, Małgorzata Hołub-Kowalik und Justyna Święty-Ersetic in 3:20,53 min die Silbermedaille in der 4-mal-400-Meter-Staffel hinter dem Team aus den Vereinigten Staaten. Mit der Mixed-Staffel über 4-mal 400 Meter, für die sie im Vorlauf angetreten war, wurde sie Olympiasiegerin.
2022 startete sie mit der 4-mal-400-Meter-Staffel bei den Hallenweltmeisterschaften in Belgrad und sicherte sich dort in 3:28,59 min gemeinsam mit Natalia Kaczmarek, Kinga Gacka und Justyna Święty-Ersetic die Bronzemedaille hinter den Teams aus Jamaika und den Niederlanden. Im Juli verhalf die der polnischen Mixed-Staffel bei den Weltmeisterschaften in Eugene zum Finaleinzug und schied mit der Frauenstaffel mit 3:29,34 min im Vorlauf aus. Anschließend belegte sie bei den Europameisterschaften in München in 51,28 s den achten Platz über 400 Meter und gewann mit der Staffel in 3:21,68 min gemeinsam mit Anna Kiełbasińska, Justyna Święty-Ersetic und Natalia Kaczmarek die Silbermedaille hinter den Niederlanden. Nach einem Jahr Wettkampfpause sicherte sie dem polnischen Team bei den World Athletics Relays 2024 auf den Bahamas je einen Startplatz in der Mixed-Staffel und in der Frauenstaffel für die Olympischen Spiele in Paris. Anschließend schied sie bei den Europameisterschaften in Rom mit 52,18 s im Vorlauf über 400 Meter aus und belegte mit der Staffel in 3:23,91 min den sechsten Platz.
In den Jahren 2017 und 2019 wurde Baumgart-Witan polnische Meisterin im 400-Meter-Lauf im Freien sowie 2019 in der Halle.

## Persönliche Bestzeiten
- 300 Meter: 37,07 s, 19. Mai 2018 in Warschau
  - 300 Meter (Halle): 37,42 s, 19. Februar 2022 in Toruń
- 400 Meter: 51,02 s, 1. Oktober 2019 in Doha
  - 400 Meter (Halle): 51,91 s, 6. Februar 2019 in Toruń